# Christian Gyldenløve
Christian Gyldenløve (født 28. februar 1674, død 16. juli 1703 i Odense) var officer, søn af Christian 5. og Sophie Amalie Moth. 1679 fik han patent på navnet Gyldenløve.
Gyldenløve fik en militær opdragelse, dels i huset hos sin farbror, Norges Statholder Ulrik Frederik Gyldenløve (med hvis nyfødte datter han otte gammel blev forlovet), dels i udlandet, i 1682-84 i Holland, 1688-90 i Turin. Allerede den gang lod kongen ham optræde med et følge og en pragt næsten som en kongelig person, og for at yde ham de hertil nødvendige midler beklædte han ham med forskellige høje embeder, hvis indtægter han nød. fire år gammel blev han stiftamtmand i Bergen (til 1699) og i sit 7. å generalpostmester i Norge, en stilling, der dog 1685 gik over til hans yngre bror, medens Christian Gyldenløve for sig og arvinger fik det mere indbringende danske postamt. På foranledning fra kongens side testamenterede baronesse Sophie Amalie Lindenov ham derhos Baroniet Lindenborg. Han var også greve af Samsøe og ejer af Assenfeldt, Gisselfeld og Baroniet Høgholm.
Det synes, som om Christian 5. havde bestemt denne søn til med tiden at blive farbrorens efterfølger som statholder; straks efter sin hjemkomst fra udlandet måtte han derfor følge denne til Norge for at gøre sig bekendt med landet. Derefter skulle han i selve krigens skole fuldende sin militære uddannelse og afrejste 1691 til den franske hær i Flandern med obersterne A.F. Trampe og Chr. Bielke som vejledere; bl.a. deltog han i træfningen ved Leuze. Da han næste år drog til Frankrig, havde Christian 5. ønsket at medgive ham et dansk regiment, men da dette måtte opgives, gjorde Ludvig 14. af Frankrig ham til chef for et regiment, der kommanderedes af den danske oberst Frands Juul, og hvis stamme til dels var dansk. Dets navn "Youle (det vil sige Juul) Danois" blev nu forandret til "Royal Danois". Efter først med udmærkelse at have deltaget i belejringen af Namur og slaget ved Steenkerke overtog "den unge Gyldenløve" i Katalonien kommandoen over sit regiment, som han nu førte til Flandern og kun forlod for i Paris at træffe den danske kronprins, der 10. januar 1693 overrakte ham Elefantordenen. Samme år deltog han med sit regiment, der fik betydelig tilgang fra Norge, i belejringerne af Huy og Charleroi og det blodige slag ved Neerwinden, efter hvilket han fremhævedes i rapporten. Vinteren tilbragte han i Paris, hvor han gjorde megen lykke og på mange måder blev udmærket af den franske konge, der i ham mente at have et slags gidsel i sit forhold til Christian 5. Om foråret 1694 stødte Gyldenløve atter til hæren, men blev i august kaldt hjem, hvor han udnævntes til generalløjtnant i den norske hær, hvis ene gevorbne regiment fik hans navn. Han foretog fra nu af næsten hvert år inspektionsrejser til Norge, af hvilke den første (1695) er mest bekendt, både fordi der haves en meget oplysende journal over den, og fordi den blev udført med en endog for vor tid forbavsende hurtighed. 27. november 1696 stod hans bryllup med hans barndoms trolovede, Charlotte Amalie Danneskiold-Laurwigen, der var født 15. november 1682 og skal have været en højst elskværdig personlighed. Samme år udnævntes Gyldenløve til overkammerherre og til general over infanteriet og rytteriet i Norge, 1697 til feltmarskal-løjtnant. På en af sine rejser i Norge modtog han budskabet om, at hans unge hustru 1. (eller 7.) december 1699 var død i barselseng med en datter. Kort før var også hans far, kongen, død, hvad der dog ikke gjorde nogen forandring i Gyldenløves forhold; han og hans halvbroder Frederik 4. vare kammerater fra barndommen af og havde vistnok mange berøringspunkter. Gyldenløve fik 1701 anførselen over det hjælpekorps, som kongen stillede til den tyske kejsers rådighed i den Spanske Arvefølgekrig, og førte disse tropper (5000 mand, der stod i Sachsen) efter en anstrengende march over Alperne til Mantua, som belejredes af prins Eugen, og hvor Gyldenløve atter fik lejlighed til at udmærke sig; men i slutningen af 1702 måtte han på grund af sygdom afgive kommandoen over korpset og rejse til Danmark. Året efter ledsagede han kongen på en rejse, men blev angreben af små kopper og bortreves i Odense natten til 16. juli 1703 af døden, der således brat gjorde ende på den betydelige rolle, som han, hvis indflydelse hos kongen var i stadig stigen, syntes kaldet til at spille i landets historie.
27. maj 1701 havde han giftet sig på ny med fru Dorothea Krag, datter af oberst Mogens Krag til Kaas. Hun var født 26. september 1675 og var året forud bleven enke efter generaladmiral Jens Juel (lensbaron). 1715 giftede hun sig 3. gang med kammerherre H.A. Ahlefeldt og døde 10. oktober 1754. I sit ægteskab med C. Gyldenløve blev hun stammoder til de nulevende grever Danneskiold-Samsøe, et navn, de bær ifølge et kongelig patent af 1695. – Gisselfeld adelige jomfrukloster er oprettet i henhold til en bestemmelse i C. Gyldenløves testamente.

## Eftermæle
Christian Gyldenløves begravelse i 1703 blev en storstilet begivenhed, der til fulde viste hans nære tilknytning til kongehuset. Prædikenen over ham blev holdt af hofpræsten Hector Gottfried Masius, der bestemt ikke sparede på superlativerne i beskrivelsen af Gyldenløves liv og savnet ved hans død. Den omfattende prædiken blev udgivet i bogform i 1709, udbygget med et trøstende kapitel til den unge enke, samt illustrationer af ligfærden, udført af Andreas Reinhardt efter tegninger af Gotfred Fuchs. Værket står som en af barokkens smukkeste danske udgivelser, med tekst på henholdsvis latin, tysk og dansk. Bogen blev trykt af Jachim Schmitgen og solgt af bogtrykker Paulli, og de tre kendte eksemplarer er ikke helt identiske, idet den langsommelige sætnings- og trykkeproces gjorde det muligt at introducere rettelser undervejs.